# فردریک پی لی
فردریک پـِی لی (انگلیسی: Frederick Pei Li؛ ‏ ۷ مهٔ ۱۹۴۰ – ۱۲ ژوئن ۲۰۱۵) پزشک چینی-آمریکایی بود. شهرت او به همراه همکارش جوزف اف. فِـرامینی جونیور به سبب کشف سندرم لی-فرامینی است که در اثر جهش‌های ژن سرکوب‌گر تومور پی۵۳ در سلول‌های زایا ایجاد می‌شود و از نظر ژنتیکی خانواده‌های درگیر را مستعد ابتلا به سرطان می‌کند.
لی در چین به دنیا آمد و در ایالات متحده بزرگ شد و در مؤسسه ملی سرطان به عنوان پیشگام در تحقیقات سرطان و سپس به عنوان استاد دانشکده پزشکی هاروارد کار کرد. او در سال ۲۰۱۵ بر اثر بیماری آلزایمر درگذشت.